# Beatriz Rodríguez
Beatriz Rodríguez Delgado (Sevilla, 1980) es una escritora, editora y gestora cultural española. 

## Biografía
Beatriz Rodríguez nació en Sevilla y es hija del escritor y académico correspondiente de la Real Academia Española, Antonio Rodríguez Almodóvar. Se graduó en Filología Hispánica por la Universidad de Sevilla. Desde 2010 desarrolla proyectos culturales que ponen en diálogo distintas disciplinas artísticas, aunque su vocación es dirigir estas relaciones multidisciplinares hacia temáticas relacionadas con las letras y el fomento de la lectura.
Fue fundadora de la plataforma cultural Musa a las 9, una de las primeras editoriales españolas íntegramente digital que contaba con varias colecciones de poesía y ficción, desde este sello impulsó el Premio de Narrativa Francisco Ayala, primer premio en lengua española publicado solamente en este formato, el Festival de Poesía de Madrid (POEMAD) y los proyectos de fomento de la lectura La nube en la mano y Poesía a Escena. También dirigió el canal cultural Nosolopoetry y el programa impulsado por la Academia de Cine y el Instituto Cervantes, Arte y Oficio en el cine español. 
Ha participado en guiones de documentales como La memoria de los cuentos. Los últimos narradores orales, dirigido por José Luis López Linares y en proyectos de recopilación de la literatura de tradición oral como Un camino que cuenta. Cuentos y leyendas del Camino de Santiago.
En la actualidad dirige el área de servicios culturales de Thinking Heads.

## Obra
Tiene publicada una gran diversidad de títulos:

### Novela
- El espejo de Diana, Editorial Lunwerg, 2024.
- Cuando éramos ángeles, Seix Barral, 2016.[7][8][9]

### Relato
- El sexo de las embarazadas y otros relatos salvajes, El envés editoras, 2022.
- La vida real de Esperanza Silva, Casa de cartón, 2013.[6]

### Antologías
- Distopía [En femenino], El envés editoras, 2024.
- Alejandra Pizarnik y sus múltiples voces, Ediciones Huso, 2021.
- Rulfo, cien años después, Ediciones Huso, 2017.
- Coordenadas. Pensar la sociedad en clave feminista, Fundación Málaga, 2017.
- Watchwoman. Narradoras del siglo 21, Letra Última, Institución “Fernando El Católico”, 2011.

### Colaboración en revistas
- Revista Eñe
- Granta en Español
- Zenda Libros
- Infolibre
- Revista Poemad
- Trama&Texturas
- El rapto de Europa

### Otras publicaciones
- La memoria de los cuentos. Los últimos narradores orales. SECC, Gobierno de España y Ministerio de Cultura, 2010.
- Un camino que cuenta. Cuentos y leyendas del Camino de Santiago, Consejo Xacobeo, 2010.